# Сили самооборони Японії
Сили самооборони Японії (яп. 自衛隊, じえいたい, дзіейтай; англ. Japan Self-Defense Forces, JSDF) — державна організація оборони Японії, заснована 1 липня 1954 року. Виконує роль збройних сил, хоча не має відповідного юридичного статусу. Діяльність сил самооборони регулюється Конституцією Японії, законом про сили самооборони та низкою положень із дотичних законів та урядових указів.
Останніми роками ССЯ почали брати активнішу участь у міжнародних миротворчих операціях під егідою Об'єднаних націй. Напружені відносини з Північною Кореєю знову розпалили дискусію щодо статусу ССЯ та їхнього зв'язку з японським суспільством. З 2010 року ССЯ переорієнтувалися з протидії колишньому Радянському Союзу на Китайську Народну Республіку, також від початку російського вторгнення в Україну 2022 ССЯ теж визначили Російську Федерацію як основну загрозу; зростає військова кооперація з Австралією, Індією, Тайванем, Південною Кореєю, Сінгапуром, Об'єднаним Королівством та Сполученими Штатами; також закуповуються нове обладнання та озброєння.

## Історія
Див. Військова історія Японії та Імперські збройні сили Японії

### XX століття

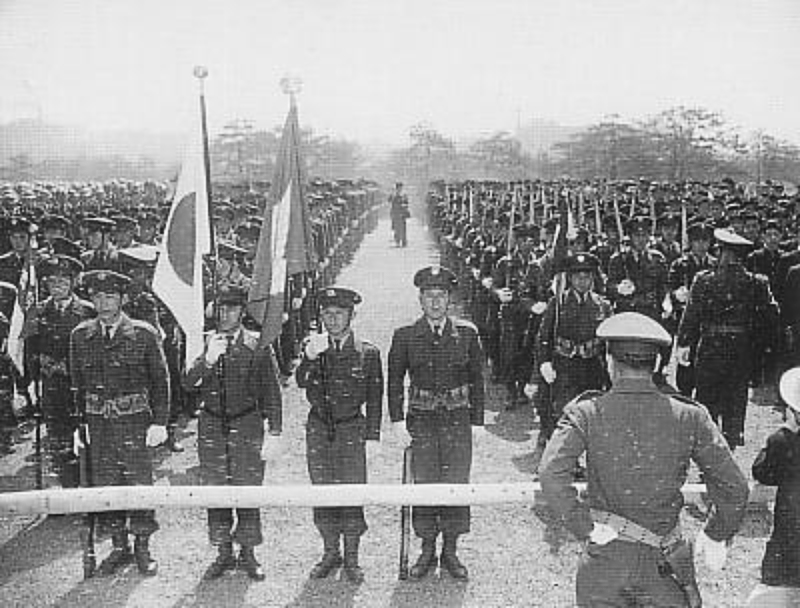
Національний поліцейський резерв, 3 травня 1952

1945 року, в результаті поразки Японії у Другій світовій війні, країну було окуповано силами США та СРСР, а її Збройні сили — Імперська армія та Імперський флот — розпущено. 3 травня 1947 року, за вказівкою американців, було ухвалено нову Конституцію Японії, 9 стаття якої проголошувала відмову країни від війни як методу ведення міжнародної політики, забороняла утримувати власні сухопутні, морські та повітряні військові сили, а також не визнавала право японців на ведення війни.

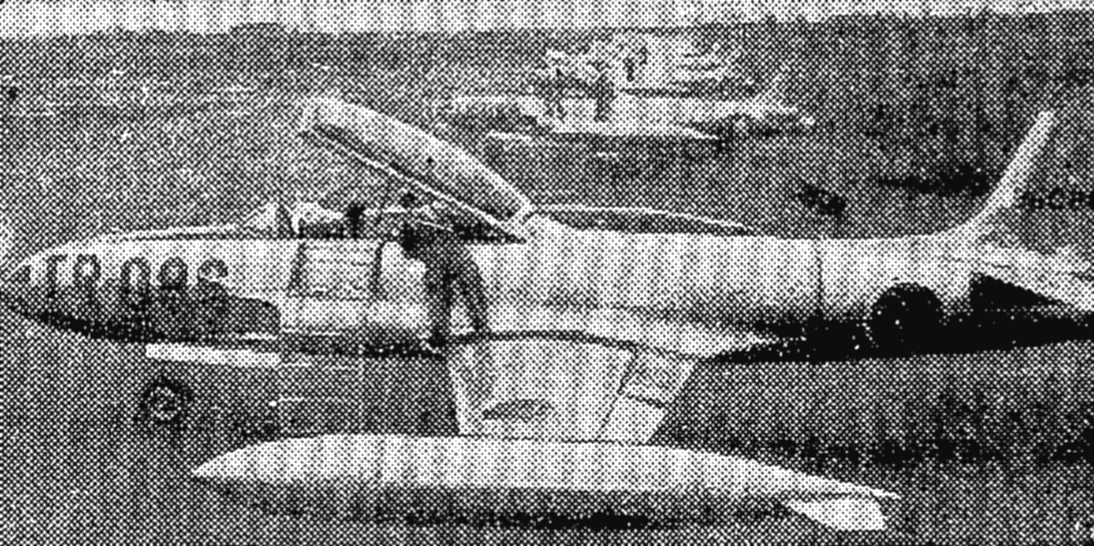
реактивні тренажери ПССЯ Lockheed T-33 15 травня 1955 року

Попри це, після спалаху Корейської війни 25 червня 1950 року та передислокації військ США, що квартирувалася в Японії, до Корейського півострова, Японія опинилася беззахисною, тому головнокомандувач окупаційними силами в Японії Дуглас Макартур 8 липня того ж року дав вказівку створити національний резерв із 75 тисяч японських поліцейських та збільшити кількість Берегової охорони до 8 тисяч осіб з метою захисту і оборони країни. 10 серпня окупаційна адміністрація проголосила наказ про створення Національного поліцейського резерву, що набув чинності з дня проголошення. Наказ не було ратифіковано японським Парламентом, але його виконання почалося негайно, поклавши початок формуванню нових збройних сил Японії. Формально національний поліцейський резерв підпорядковувався Кабінету міністрів Японії, а його завданнями були підтримання правопорядку на території країни та допомога поліції. Проте насправді ним керувала окупаційна адміністрація, яка перетворила резерв на невелику сухопутну армію, дислоковану у 4 військових округах Японії з метою виконання обов'язків окупаційних сил США. Особовий склад Національного поліцейського резерву було озброєно американською зброєю: гвинтівками, пістолетами, кулеметами, гранатометами та мінометами.
26 квітня 1952 року було ухвалено поправку до закону про Берегову охорону, за якою було створено парамілітарні Сили берегової охорони. На них покладалися обов'язки захисту життя і майна громадян, а також забезпечення правопорядку в японських берегових водах.
31 липня 1952 року Парламент Японії ухвалив закон про Управління безпеки, яке було створено при адміністрації прем'єр-міністра Японії. Йому підпорядковувалися сухопутні сили безпеки та морські сили охорони. За законом Управління мусило «підтримувати мир та порядок в Японії» і могло використовувати свої сили в особливих випадках «для захисту життя і майна громадян». Сили Управління було озброєно американськими гаубицями та танками, а також маленькими зв'язковими літаками. Наприкінці 1952 року, після укладання японсько-американського договору про позичання кораблів, японці отримали фрегати та великі десантні кораблі. Проте, попри процес озброєння, обов'язки сил Управління були лише поліційними.
1 травня 1954 року було підписано Договір про взаємну оборону Японії і США, за яким Японія почала відкрито отримувати американську військову допомогу та взяла на себе військові зобов'язання. Як наслідок, 9 червня 1954 року Парламент прийняв закон про заснування Управління оборони Японії та закон про Сили Самооборони, спрямовані на перетворення поліцейських частин Управління у повноцінне військо. За законами старе Управління національної безпеки скасовувалося, а на його основі було утворено нове квазіміністерське Управління оборони Японії. Сили Управління перейменовувалися на Сили Самооборони, що відтепер поділялися на три роди військ: армію, флот і авіацію. Прийняття обох законів завершило процес відновлення японських Збройних сил після Другої світової війни.

### Холодна війна
З кінця 1950-х років функції Сил Самооборони поступово змінилися з поліцейських на військові, вони стали виконувати роль захисника Японії від потенційної військової загрози з суші, моря і повітря. До потенційних ворогів належали країни соціалістичного табору, насамперед, Північна Корея, Китай і СРСР. Після підписання 19 січня 1960 року Договору про взаємодію і безпеку між Японією і США, Сили Самооборони зобов'язані були брати спільну участь в операціях сил США, зокрема захисті Окінави.
1965 року, перед загрозою нової Корейської війни, японський уряд уклав з Республікою Корея, а 1969 року (під час спільної декларації Сато-Ніксона) офіційно затвердив курс на військову співпрацю з південними корейцями, вважаючи безпеку Республіки запорукою безпеки власної країни.

### XXI століття
Закон про спеціальні заходи по боротьбі з тероризмом був прийнятий 29 жовтня 2001 року. Він дозволяє ССЯ самостійно сприяти міжнародним зусиллям із запобігання та викорінення тероризму. Під час чергування ССЯ можуть використовувати зброю, щоб захистити себе та інших, хто перебуває під їх контролем. Раніше політика Японії була спрямована на невтручання. Від 27 березня 2004 року, Оборонна агенція Японії створила Групу спеціальних операцій у складі СССЯ, як їх Антитерористичний підрозділ.
Від 8 червня 2006 року, Уряд Японії схвалив законопроект про підвищення Оборонної агенції (яп. 防衛庁) у складі Адміністрації Кабінету міністрів до повноцінного кабінетного рівня Міністерства оборони (яп. 防衛省). Це було прийнято Національним парламентом у грудні 2006 року та набрало чинності з 9 січня 2007 року.
Розділ 2 статті 3 Закону про сили самооборони було переглянуто 9 січня 2007 року. Діяльність ССЯ за кордоном була підвищена з «різних положень» до «основних обов'язків». Це докорінно змінило характер ССЯ, оскільки їх діяльність більше не була виключно оборонною. Кораблі МССЯ можна відправляти по всьому світу, наприклад, для боротьби з піратами. Перша післявоєнна закордонна база ССЯ була створена в Джибуті (липень 2010 р.). 18 вересня 2015 року Національний парламент прийняв нар., низку законів, які дозволяють Силам самооборони Японії захищати союзників у бойових діях. ССЯ можуть надавати матеріальну підтримку союзникам, які беруть участь у бойових діях за кордоном. Новий закон також дозволяє військам ССЯ захищати озброєнні платформи, що належать союзникам Японії, якщо це якось сприятиме обороні Японії. Виправдання полягає в тому, що відсутність оборони або приходу на допомогу союзнику, який зазнає атаки, послаблює альянси та ставить під загрозу Японію. Це були наймасштабніші зміни Японії до законів про оборону з часів Другої світової війни. У 2015 році до Закону про ССЯ було внесено поправки, згідно з якими участь особового складу/персоналу ССЯ у колективній непідпорядкованості чи командуванні силами без повноважень або з порушенням наказів є незаконною, що було причиною участі Японії у вторненні до Китаю у Другій світовій війні. Опитування Credit Suisse, опубліковане в 2015 році, поставило Японію на четверте місце у світі за потужністю військових сил після Росії, Китаю та США. З березня 2016 року японське законодавство про мир і безпеку дозволяє безперебійно реагувати ССЯ на будь-яку ситуацію, щоб захистити життя та засоби до існування японських громадян. Це також збільшує активний внесок у мир і безпеку у світі та поглиблює співпрацю з партнерами. Це зміцнило японсько-американський альянс як глобальних партнерів для сприяння миру та безпеці в регіоні та міжнародному співтоваристві.
Японія активувала Десантну бригаду швидкого розгортання, свій перший підрозділ морської піхоти після Другої світової війни, 7 квітня 2018 року. Його навчено протидіяти загарбникам, які будуть намагатися окупувати Японські острови. Міністерство оборони повідомило, що з 1 жовтня 2018 року максимальний вік кандидатів на посади рядового та сержантського складу буде підвищено з 26 до 32 років, щоб забезпечити «стабільне постачання [військового] персоналу Сил самооборони на тлі скорочення кількості новобранців у зв'язку зі зниження народжуваності останнім часом.» У березні 2019 року Міністерство оборони мало намір створити свій перший регіональний підрозділ кіберзахисту в Західній армії Сухопутних сил самооборони Японії (JGSDF) для захисту комунікацій оборони від кібератак, наприклад для персоналу, розгорнутого на віддалені острови без встановлених безпечних ліній. Міністерство оборони розробляє надзвукові планеруючі бомби для посилення оборони віддалених островів Японії, включаючи Острови Сенкаку. Можливості противодних ударів використовуватимуться, щоб допомогти Бригаді швидкого розгортання десанту у висадці та відбитті віддалених островів.
Британські війська Почесної артилерійської батареї (HAC) 2 жовтня 2018 року вперше провели польові навчання разом із японськими солдатами СССЯ в Ояма, префектура Сідзуока. Це також стало першим в історії випадком, коли іноземні солдати, крім американців, проводили польові навчання на японській землі. Метою було покращити їх стратегічне партнерство та співпрацю у сфері безпеки. СССЯ та Індійська армія провели свої перші спільні військові навчання в індійському штаті Мізорам з 27 жовтня по 18 листопада 2018 року, відпрацьовуючи антитерористичні навчання та покращуючи двосторонню співпрацю між 60 японцями та індійськими офіцерами. З 29 жовтня по 2 листопада 2018 року Японія та Сполучені Штати провели найбільші на сьогодні військові навчання навколо Японії, відомі як «Гострий меч». У них брали участь 57 тис. моряків, морських піхотинців і авіаторів. З них 47 000 військовослужбовців були від ССЯ і 10 000 від Збройних сил США. Також брали участь корабель постачання та фрегат Королівських ВМС Канади. Відпрацьовувалися симуляції повітряного бою, протиракетної оборони та десантування.
4 жовтня 2018 року Японія представила підводний човен класу Taigei довжиною 84 метри і вагою 2950 тонн. Перший японський підводний човен розобки Mitsubishi Heavy Industries, що живиться від літій-іонних акумуляторів. Морські сили самооборони Японії вперше застосували його в березні 2020 року.
Уряд Японії схвалив першу в історії відправку JSDF до миротворчої операції, яка не проводилася під керівництвом ООН. Два офіцери JGSDF спостерігали за припиненням вогню між Ізраїлем та Єгиптом у командуванні Багатонаціональних сил і спостерігачів на Синайському півострові з 19 квітня до 30 листопада 2019 року. Міністр оборони Такеші Івая оголосив про плани розгорнути ракети класу «земля-корабель» типу 12 у березні 2020 року. Ракети мають радіус дії 300 км і використовуватимуться для захисту південних островів Рюкю. Японія також розробляє високошвидкісні планеруючі ракети з дальністю 1000 км.
10 вересня 2020 року Японія та Індія підписали військову угоду під назвою Угода про придбання та перехресне обслуговування (ACSA). Договір передбачає обмін матеріально-технічної підтримки та постачання. Мета полягає в заохоченні тіснішої співпраці між двома країнами та стримуванні китайської агресії в Азії. Японія вже мала такі угоди з Австралією, Канадою, Францією, Великою Британією та США.
5 травня 2022 року Японія та Сполучене Королівство підписали оборонне партнерство, яке поглиблює військові зв'язки для протидії «автократичним силам примусу» в Європі та Азіатсько-Тихоокеанському регіоні. Прем'єр-міністри Фуміо Кісіда і Борис Джонсон засудили російське вторгнення в Україну.
23 травня 2022 року Японія та США підписали угоду. Прем'єр-міністр Японії Фуміо Кісіда та президент США Джо Байден зустрілися в Токіо.
Після російського вторгнення в Україну в лютому 2022 року між Китаєм і Росією зростає військова координація. Це призвело до активізації військової активності навколо Японії.
4 серпня 2022 року уряд Японії подав офіційний протест Пекіну, коли 5 ракет впали поблизу острова Хатерума у виключній економічній зоні Японії. Ці запуски китайських ракет і військові навчання відбулися у відповідь на візит Ненсі Пелосі на Тайвань у 2022 році.
22 жовтня 2022 року Японія та Австралія підписали нову двосторонню угоду з безпеки, яка передбачає співпрацю у військовій сфері, розвідці та кібербезпеці. Це оновлення Спільної декларації про співпрацю у сфері безпеки 2007 року. Це перший випадок, коли Японія уклала таку угоду з іншою країною, крім Сполучених Штатів..

## Організація
Відповідно до Закону про Сили Самооборони право здійснювати верховне командування й нагляд над Силами Самооборони, разом із Міністром оборони, має Прем'єр-міністр Японії, що представляє Кабінет Міністрів країни. Це право реалізується за планом, затвердженим на засіданнях Кабінету Міністрів. У зв'язку з цим, зазвичай, Прем'єр-міністр Японії визначається як верховний головнокомандувач Сил Самооборони.
Міністр оборони очолює Міністерство оборони Японії, завідує адміністративними справами Сил Самооборони і має широкі повноваження в межах доручених йому питань. Він підпорядковується Прем'єр-міністру, виконує його вказівки щодо командування і нагляду над Силами Самооборони, і здійснює загальне керівництво Силами Самооборони. Міністру оборони допомагають віце-міністр оборони, два заступники віце-міністра, секретар, віце-міністр з адміністративних питань, радники, голови служб Міністерства оборони, Об'єднаний штаб, штаби сухопутних, військово-морських і повітряних Сил Самооборони.
Система радників існує лише в Міністерстві оборони. Радники призначаються з цивільних осіб і діють за наказом Міністра оборони. Вони допомагають йому визначати основний план реалізації завдань, пов'язаних з обов'язками Міністерства. Кількість радників не перевищує 10 осіб. Їхня головна роль — посилення цивільного контролю за діяльністю військових. Функції радників виконують також голови внутрішніх структур Міністерства: Секретаріату Міністра оборони, Відділу оборонної політики, Відділу керування та планування, Відділу кадрових питань та освіти і Відділу фінансів та забезпечення.
За Законом про заснування Міністерства оборони, Голови Секретаріату та Відділів Міністерства радять Міністру оборони щодо планування розвитку Сил Самооборони та шляхів виконання поставлених планів; затверджують плани розвитку всіх видів військ Сил Самооборони, представлені головами штабів видів військ Сил Самооборони; визначають зміст роботи Об'єднаного генерального штабу; здійснюють загальний нагляд та інспекцію усіх видів військ Сил Самооборони.
Об'єднаний штаб та штаби видів військ Сил Самооборони допомагають Міністру здійснювати безпосереднє командування Силами Самооборони в мирний і воєнний час. Начальником Об'єднаного штабу є Голова Об'єднаного штабу, який має найвище звання і посаду в Силах Самооборони. Від часу існування Об'єднаної ради начальників штабів його повноваження було розширено завдяки посиленню японсько-американської співпраці у сфері оборони. Голова має право складати генеральні плани оборони і захисту країни, видавати основні накази в Силах Самооборони на час воєнних дій за особливим дозволом Міністра оборони, а також збирати та аналізувати інформацію військового характеру для допомоги Міністру. Крім цього, за наказом Міністра Голова має право керувати підрозділами спеціального призначення усіх видів військ Сил Самооборони на час війни, поліцейських акцій, захисту територіальних вод або природних катаклізмів. З 1996 року йому підпорядковувався Розвідувальний центр Міністерства оборони, кількістю 1300 осіб, який збирає розвідувальні дані. Після 2006 року центр перейшов під безпосередній контроль Міністра.
Голови штабів сухопутних, військово-морських і повітряних Сил Самооборони допомагають Міністру оборони як найвищі радники у сфері своїх видів військ. Через них реалізується його право командування і нагляду над Силами Самооборони. Голови штабів здійснюють безпосередню перевірку особового складу, устаткування та виконання наказів у видах військ Силах Самооборони. Вони відповідають за реалізацію наказів Міністра певним військовим частинам.

## Оборонна політика

### Фінансування
З 1962 року вони закріпились на рівні трохи менше 1 % від ВВП та залишались незмінними до 2020 року, коли цей показник склав 1,03 % від ВВП.
У 2022 рік Токіо заклав на оборону 1,1 %. Доволі незначна частка, але звісно якщо не брати до уваги те, що мова йде про одну з найпотужніших економік світу і ці 1,1 % — 54,1 млрд доларів (десь тотожно з усім українським бюджетом зразка 2021 року). І ці витрати ставлять Японію на дев'яте місце у світі за витратами на оборону.
Але наприкінці листопада прем'єр-міністр Японії Фуміо Кісіда, доручив збільшити оборонний бюджет до 2 % від ВВП строком до 2027 року. І це означає, що через декілька років Японія буде витрачати на оборону понад 100 млрд доларів на рік, що виведе її трете місце у світі за цим показником і попереду будуть лише США та Китай.